# UEFA Champions League 2008-2009 (fase a gironi)
La fase a gironi della UEFA Champions League 2008-2009 si è disputata tra il 16 settembre e il 10 dicembre 2008. Hanno partecipato a questa fase della competizione 32 club: 16 di essi si sono qualificati alla successiva fase a eliminazione diretta, che condurrà alla finale di Roma del 27 maggio 2009.

## Formato
Se due o più squadre si trovano a pari punti alla fine degli incontri della fase a gironi, sono applicati i seguenti criteri per stabilire la classifica:
1. il più alto numero di punti ottenuti contro le squadre in questione nella fase a gironi;
2. la più alta differenza reti ottenuta contro le squadre in questione nella fase a gironi;
3. il più alto numero di reti segnate fuori casa contro le squadre in questione nella fase a gironi;
4. la più alta differenza reti in tutte le partite giocate nella fase a gironi;
5. il più alto numero di reti segnate in tutte le partite nella fase a gironi;
6. il più alto coefficiente UEFA accumulato dal club in questione e (in misura del 33%) dalla propria nazione nelle ultime 5 stagioni.

## Squadre
| Legenda                                                                                   |
| ----------------------------------------------------------------------------------------- |
| Primi e secondi classificati (agli ottavi di finale della fase a eliminazione diretta)    |
| Terzi classificati (ai sedicesimi di finale fase a eliminazione diretta della Coppa UEFA) |
| Quarti classificati (eliminati)                                                           |

| Squadre         | Coeff   |
| Urna 1          | Urna 1  |
| --------------- | ------- |
| Manchester Utd  | 107.996 |
| Chelsea         | 124.996 |
| Liverpool       | 118.996 |
| Barcellona      | 117.837 |
| Arsenal         | 110.996 |
| Olympique Lione | 99.380  |
| Inter           | 96.934  |
| Real Madrid     | 93.837  |

| Squadre          | Coeff  |
| Urna 2           | Urna 2 |
| ---------------- | ------ |
| Bayern Monaco    | 92.078 |
| PSV              | 91.610 |
| Villarreal       | 90.837 |
| Roma             | 81.934 |
| Porto            | 81.176 |
| Werder Brema     | 74.078 |
| Sporting Lisbona | 70.271 |
| Juventus         | 66.934 |

| Squadre               | Coeff  |
| Urna 3                | Urna 3 |
| --------------------- | ------ |
| Olympique Marsiglia   | 66.380 |
| Zenit San Pietroburgo | 60.437 |
| FCSB                  | 59.398 |
| Panathīnaïkos         | 52.525 |
| Bordeaux              | 52.380 |
| Celtic                | 52.013 |
| Basilea               | 51.993 |
| Fenerbahçe            | 51.469 |

| Squadre         | Coeff  |
| Urna 4          | Urna 4 |
| --------------- | ------ |
| Šachtar         | 49.932 |
| Fiorentina      | 40.934 |
| Atlético Madrid | 36.837 |
| Dinamo Kiev     | 34.932 |
| CFR Cluj        | 13.398 |
| Aalborg         | 12.748 |
| Anorthōsis      | 4.327  |
| BATĖ Borisov    | 1.760  |

## Sorteggio
| Gruppo | 1ª fascia       | 2ª fascia        | 3ª fascia             | 4ª fascia       |
| ------ | --------------- | ---------------- | --------------------- | --------------- |
| A      | Chelsea         | Roma             | Bordeaux              | CFR Cluj        |
| B      | Inter           | Werder Brema     | Panathīnaïkos         | Anorthōsis      |
| C      | Barcellona      | Sporting Lisbona | Basilea               | Šachtar         |
| D      | Liverpool       | PSV              | Olympique Marsiglia   | Atlético Madrid |
| E      | Manchester Utd  | Villarreal       | Celtic                | Aalborg         |
| F      | Olympique Lione | Bayern Monaco    | FCSB                  | Fiorentina      |
| G      | Arsenal         | Porto            | Fenerbahçe            | Dinamo Kiev     |
| H      | Real Madrid     | Juventus         | Zenit San Pietroburgo | BATĖ Borisov    |

## Gruppo A
| Squadra  | Pt | G | V | N | P | GF | GS | DG |
| -------- | -- | - | - | - | - | -- | -- | -- |
| Roma     | 12 | 6 | 4 | 0 | 2 | 12 | 6  | +6 |
| Chelsea  | 11 | 6 | 3 | 2 | 1 | 9  | 5  | +4 |
| Bordeaux | 7  | 6 | 2 | 1 | 3 | 5  | 11 | -6 |
| FCSB     | 4  | 6 | 1 | 1 | 4 | 5  | 9  | -4 |

| Arbitro: | Pieter Vink |

|                                                  |           |  |
| Lampard 14’ J. Cole 30’ Malouda 82’ Anelka 90+2’ | Marcatori |  |

| Arbitro: | Yuri Baskakov |

|             |           |                |
| Panucci 17’ | Marcatori | 27’, 49’ Culio |

| Cluj 1 ottobre 2008, ore 20:45 CEST 2ª giornata | CFR Cluj      | 0 – 0 | Chelsea | Stadio Constantin Rădulescu (20 320 spett.)\| Arbitro: \| Florian Meyer \| |
| Arbitro:                                        | Florian Meyer |       |         |                                                                            |

| Arbitro: | Alberto Undiano Mallenco |

|              |           |                               |
| Gourcuff 18’ | Marcatori | 64’ Vučinić 71’, 83’ Baptista |

| Arbitro: | Ivan Bebek |

|                 |           |  |
| Cadù 54’ (aut.) | Marcatori |  |

| Arbitro: | Kyros Vassaras |

|           |           |  |
| Terry 77’ | Marcatori |  |

| Arbitro: | Massimo Busacca |

|         |           |                        |
| Dani 9’ | Marcatori | 6’ Gourcuff 38’ Wendel |

| Arbitro: | Luis Medina Cantalejo |

|                              |           |           |
| Panucci 34’ Vučinić 48’, 58’ | Marcatori | 75’ Terry |

| Arbitro: | Frank De Bleeckere |

|            |           |            |
| Diarra 83’ | Marcatori | 60’ Anelka |

| Arbitro: | Lucilio Batista |

|          |           |                           |
| Koné 30’ | Marcatori | 11’, 64’ Brighi 23’ Totti |

| Arbitro: | Peter Fröjdfeldt |

|                      |           |          |
| Kalou 40’ Drogba 71’ | Marcatori | 55’ Koné |

| Arbitro: | Herbert Fandel |

|                      |           |  |
| Brighi 61’ Totti 79’ | Marcatori |  |

## Gruppo B
| Squadra       | Pt | G | V | N | P | GF | GS | DG |
| ------------- | -- | - | - | - | - | -- | -- | -- |
| Panathīnaïkos | 10 | 6 | 3 | 1 | 2 | 8  | 7  | +1 |
| Inter         | 8  | 6 | 2 | 2 | 2 | 8  | 7  | +1 |
| Werder Brema  | 7  | 6 | 1 | 4 | 1 | 7  | 9  | -2 |
| Anorthōsis    | 6  | 6 | 1 | 3 | 2 | 8  | 8  | 0  |

| Arbitro: | Manuel Mejuto González |

|  |           |                         |
|  | Marcatori | 27’ Mancini 85’ Adriano |

| Brema 16 settembre 2008, ore 20:45 CEST 1ª giornata | Werder Brema  | 0 – 0 | Anorthōsis | Weserstadion (34 690 spett.)\| Arbitro: \| Craig Thomson \| |
| Arbitro:                                            | Craig Thomson |       |            |                                                             |

| Arbitro: | Eric Braamhaar |

|                                                   |           |                        |
| Sarriegi 11’ (aut.) Dobrasinović 15’ Hawar M. 78’ | Marcatori | 28’ (rig.) Salpingidis |

| Arbitro: | Ľuboš Micheľ |

|            |           |             |
| Maicon 13’ | Marcatori | 62’ Pizarro |

| Arbitro: | Howard Webb |

|             |           |  |
| Adriano 44’ | Marcatori |  |

| Arbitro: | Mike Riley |

|                  |           |                             |
| Mantzios 36’, 8’ | Marcatori | 29’ Mertesacker 82’ Almeida |

| Arbitro: | Laurent Duhamel |

|                                     |           |                                      |
| Bardon 31’ Panagi 45+1’ Frousos 50’ | Marcatori | 13’ Balotelli 44’ Materazzi 80’ Cruz |

| Arbitro: | Viktor Kassai |

|  |           |                                         |
|  | Marcatori | 58’ Mantzios 70’ Karagounis 83’ Tziolis |

| Arbitro: | Tom Henning Ovrebo |

|  |           |              |
|  | Marcatori | 69’ Sarriegi |

| Arbitro: | Manuel Mejuto González |

|                        |           |                              |
| Nicolaou 62’ Sávio 68’ | Marcatori | 72’ (rig.) Diego 87’ Almeida |

| Arbitro: | Bertrand Layec |

|                |           |  |
| Karagounis 69’ | Marcatori |  |

| Arbitro: | Pieter Vink |

|                           |           |                 |
| Pizarro 63’ Rosenberg 81’ | Marcatori | 88’ Ibrahimović |

## Gruppo C
| Squadra          | Pt | G | V | N | P | GF | GS | DG  |
| ---------------- | -- | - | - | - | - | -- | -- | --- |
| Barcellona       | 13 | 6 | 4 | 1 | 1 | 18 | 8  | +10 |
| Sporting Lisbona | 12 | 6 | 4 | 0 | 2 | 8  | 8  | 0   |
| Šachtar          | 9  | 6 | 3 | 0 | 3 | 11 | 7  | +4  |
| Basilea          | 1  | 6 | 0 | 1 | 5 | 2  | 16 | -14 |

| Arbitro: | Terje Hauge |

|               |           |                              |
| Abraham 90+3’ | Marcatori | 25’ Fernandinho 45+1’ Jádson |

| Arbitro: | Laurent Duhamel |

|                                       |           |           |
| Márquez 21’ Eto'o 60’ (rig.) Xavi 87’ | Marcatori | 72’ Tonel |

| Arbitro: | Nicola Rizzoli |

|                          |           |  |
| Romagnoli 55’ Derlei 86’ | Marcatori |  |

| Arbitro: | Howard Webb |

|             |           |                  |
| Ilsinho 45’ | Marcatori | 87’, 90+4’ Messi |

| Arbitro: | Herbert Fandel |

|  |           |             |
|  | Marcatori | 76’ Liédson |

| Arbitro: | Eric Braamhaar |

|  |           |                                               |
|  | Marcatori | 4’ Messi 15’ Busquets 22’, 46’ Bojan 48’ Xavi |

| Arbitro: | Alain Hamer |

|            |           |  |
| Derlei 73’ | Marcatori |  |

| Arbitro: | Alexandru Tudor |

|           |           |              |
| Messi 62’ | Marcatori | 82’ Derdiyok |

| Arbitro: | Kristinn Jakobsson |

|                                                |           |  |
| Jádson 32’, 65’, 72’ Willian 50’ Seleznyov 75’ | Marcatori |  |

| Arbitro: | Matteo Trefoloni |

|                        |           |                                                                   |
| Veloso 65’ Liédson 66’ | Marcatori | 14’ Henry 17’ Piqué 49’ Messi 67’ (aut.) Caneira 73’ (rig.) Bojan |

| Arbitro: | Paul Allaerts |

|  |           |           |
|  | Marcatori | 19’ Djaló |

| Arbitro: | Mike Riley |

|                           |           |                                  |
| Sylvinho 59’ Busquets 83’ | Marcatori | 31’, 58’ Hladkyi 76’ Fernandinho |

## Gruppo D
| Squadra             | Pt | G | V | N | P | GF | GS | DG |
| ------------------- | -- | - | - | - | - | -- | -- | -- |
| Liverpool           | 14 | 6 | 4 | 2 | 0 | 11 | 5  | +6 |
| Atlético Madrid     | 12 | 6 | 3 | 3 | 0 | 9  | 4  | +5 |
| Olympique Marsiglia | 4  | 6 | 1 | 1 | 4 | 5  | 7  | -2 |
| PSV                 | 3  | 6 | 1 | 0 | 5 | 5  | 14 | -9 |

| Arbitro: | Roberto Rosetti |

|  |           |                            |
|  | Marcatori | 9’, 36’ Aguero 54’ Maniche |

| Arbitro: | Konrad Plautz |

|          |           |                         |
| Cana 23’ | Marcatori | 26’, 32’ (rig.) Gerrard |

| Arbitro: | Felix Brych |

|                               |           |                |
| Kuyt 4’ Keane 34’ Gerrard 76’ | Marcatori | 78’ Koevermans |

| Arbitro: | Tom Henning Ovrebo |

|                         |           |           |
| Aguero 4’ R. Garcia 22’ | Marcatori | 16’ Niang |

| Arbitro: | Claus Bo Larsen |

|           |           |           |
| Simão 83’ | Marcatori | 14’ Keane |

| Arbitro: | Damir Skomina |

|                     |           |  |
| Koevermans 71’, 85’ | Marcatori |  |

| Arbitro: | Martin Hansson |

|                      |           |               |
| Gerrard 90+5’ (rig.) | Marcatori | 37’ Rodriguez |

| Arbitro: | Nicola Rizzoli |

|                         |           |  |
| Koné 30’ Niang 63’, 71’ | Marcatori |  |

| Arbitro: | Massimo Busacca |

|                         |           |                |
| Simão 14’ Rodriguez 28’ | Marcatori | 47’ Koevermans |

| Arbitro: | Olegario Benquerenca |

|             |           |  |
| Gerrard 23’ | Marcatori |  |

| Arbitro: | Nikolai Ivanov |

|             |           |                                   |
| Lazović 36’ | Marcatori | = 45+2’ Babel 68’ Riera 77’ N'Gog |

| Marsiglia 9 dicembre 2008, ore 20:45 CEST 6ª giornata | Olympique Marsiglia | 0 – 0 | Atlético Madrid | Stade Vélodrome (49 663 spett.)\| Arbitro: \| Wolfgang Stark \| |
| Arbitro:                                              | Wolfgang Stark      |       |                 |                                                                 |

## Gruppo E
| Squadra        | Pt | G | V | N | P | GF | GS | DG |
| -------------- | -- | - | - | - | - | -- | -- | -- |
| Manchester Utd | 10 | 6 | 2 | 4 | 0 | 9  | 3  | +6 |
| Villarreal     | 9  | 6 | 2 | 3 | 1 | 9  | 7  | +2 |
| Aalborg        | 6  | 6 | 1 | 3 | 2 | 9  | 14 | -5 |
| Celtic         | 5  | 6 | 1 | 2 | 3 | 4  | 7  | -3 |

| Manchester 17 settembre 2008, ore 20:45 CEST 1ª giornata | Manchester Utd | 0 – 0 | Villarreal | Old Trafford (74 944 spett.)\| Arbitro: \| Wolfgang Stark \| |
| Arbitro:                                                 | Wolfgang Stark |       |            |                                                              |

| Glasgow 17 settembre 2008, ore 20:45 CEST 1ª giornata | Celtic           | 0 – 0 | Aalborg | Celtic Park (58 754 spett.)\| Arbitro: \| Matteo Trefoloni \| |
| Arbitro:                                              | Matteo Trefoloni |       |         |                                                               |

| Arbitro: | Olegario Benquerenca |

|  |           |                              |
|  | Marcatori | 22’ Rooney 55’, 79’ Berbatov |

| Arbitro: | Viktor Kassai |

|           |           |  |
| Senna 67’ | Marcatori |  |

| Arbitro: | Florian Meyer |

|                                                          |           |                                             |
| Rossi 28’ Capdevila 33’ Llorente 67’, 70’, 84’ Pires 79’ | Marcatori | 19’ Saganowski 36’ Enevoldsen 77’ Johansson |

| Arbitro: | Frank De Bleeckere |

|                              |           |  |
| Berbatov 30’, 51’ Rooney 76’ | Marcatori |  |

| Arbitro: | Bertrand Layec |

|                   |           |                      |
| Curth 54’ Due 81’ | Marcatori | 41’ Rossi 75’ Franco |

| Arbitro: | Tom Henning Ovrebo |

|              |           |           |
| McDonald 13’ | Marcatori | 84’ Giggs |

| Vila-real 25 novembre 2008, ore 20:45 CEST 5ª giornata | Villarreal      | 0 – 0 | Manchester Utd | Stadio della Ceramica (22 529 spett.)\| Arbitro: \| Roberto Rosetti \| |
| Arbitro:                                               | Roberto Rosetti |       |                |                                                                        |

| Arbitro: | Konrad Plautz |

|                              |           |            |
| Cacà 73’ Caldwell 87’ (aut.) | Marcatori | 53’ Robson |

| Arbitro: | Laurent Duhamel |

|                     |           |                          |
| Tevez 3’ Rooney 52’ | Marcatori | 31’ Jakobsen 45+2’ Curth |

| Arbitro: | Claudio Circhetta |

|                           |           |  |
| Maloney 14’ McGeady 45+2’ | Marcatori |  |

## Gruppo F
| Squadra         | Pt | G | V | N | P | GF | GS | DG |
| --------------- | -- | - | - | - | - | -- | -- | -- |
| Bayern Monaco   | 14 | 6 | 4 | 2 | 0 | 12 | 4  | +8 |
| Olympique Lione | 11 | 6 | 3 | 2 | 1 | 14 | 10 | +4 |
| Fiorentina      | 6  | 6 | 1 | 3 | 2 | 5  | 8  | -3 |
| FCSB            | 1  | 6 | 0 | 1 | 5 | 3  | 12 | -9 |

| Arbitro: | Claus Bo Larsen |

|  |           |                |
|  | Marcatori | 15’ Van Buyten |

| Arbitro: | Peter Fröjdfeldt |

|                           |           |                    |
| Piquionne 73’ Benzema 86’ | Marcatori | 12’, 42’ Gilardino |

| Firenze 30 settembre 2008, ore 20:45 CEST 2ª giornata | Fiorentina | 0 – 0 | Steaua Bucarest | Stadio Artemio Franchi (25 383 spett.)\| Arbitro: \| Mike Riley \| |
| Arbitro:                                              | Mike Riley |       |                 |                                                                    |

| Arbitro: | Kyros Vassaras |

|                |           |                       |
| Zé Roberto 52’ | Marcatori | 25’ (aut.) Demichelis |

| Arbitro: | Olegario Benquerenca |

|                                            |           |  |
| Klose 4’ Schweinsteiger 25’ Zé Roberto 90’ | Marcatori |  |

| Arbitro: | Grzegorz Gilewski |

|                                |           |                                            |
| Arthuro 8’ Goian 11’ Petre 45’ | Marcatori | 23’ Keïta 33’, 71’ Benzema 69’, 90+2’ Fred |

| Arbitro: | Alberto Undiano Mallenco |

|          |           |              |
| Mutu 11’ | Marcatori | 78’ Borowski |

| Arbitro: | Manuel Mejuto González |

|                                 |           |  |
| Pernambucano 44’ Réveillère 89’ | Marcatori |  |

| Arbitro: | Eric Braamhaar |

|                         |           |  |
| Klose 57’, 71’ Toni 61’ | Marcatori |  |

| Arbitro: | Viktor Kassai |

|               |           |                        |
| Gilardino 45’ | Marcatori | 15’ Makoun 27’ Benzema |

| Arbitro: | Luis Medina Cantalejo |

|  |           |               |
|  | Marcatori | 66’ Gilardino |

| Arbitro: | Howard Webb |

|                       |           |                           |
| Govou 52’ Benzema 68’ | Marcatori | 11’, 37’ Klose 34’ Ribéry |

## Gruppo G
| Squadra     | Pt | G | V | N | P | GF | GS | DG |
| ----------- | -- | - | - | - | - | -- | -- | -- |
| Porto       | 12 | 6 | 4 | 0 | 2 | 9  | 8  | +1 |
| Arsenal     | 11 | 6 | 3 | 2 | 1 | 11 | 5  | +6 |
| Dinamo Kiev | 8  | 6 | 2 | 2 | 2 | 4  | 4  | 0  |
| Fenerbahçe  | 2  | 6 | 0 | 2 | 4 | 4  | 11 | -7 |

| Arbitro: | Bertand Layec |

|                                      |           |           |
| López 10’ L. González 13’ Lino 90+2’ | Marcatori | 29’ Güiza |

| Arbitro: | Luis Medina Cantalejo |

|                     |           |            |
| Bangoura 64’ (rig.) | Marcatori | 88’ Gallas |

| Arbitro: | Herbert Fandel |

|                                              |           |  |
| van Persie 31’, 48’ Adebayor 40’, 71’ (rig.) | Marcatori |  |

| Istanbul 30 settembre 2008, ore 20:45 CEST 2ª giornata | Fenerbahçe       | 0 – 0 | Dinamo Kiev | Stadio Şükrü Saraçoğlu (35 112 spett.)\| Arbitro: \| Thomas Einwaller \| |
| Arbitro:                                               | Thomas Einwaller |       |             |                                                                          |

| Arbitro: | Peter Fröjdfeldt |

|                                |           |                                                          |
| Silvestre 19’ (aut.) Güiza 78’ | Marcatori | 10’ Adebayor 11’ Walcott 22’ Diaby 49’ Song 90+4’ Ramsey |

| Arbitro: | Terje Hauge |

|  |           |            |
|  | Marcatori | 27’ Aliyev |

| Londra 5 novembre 2008, ore 20:45 CEST 4ª giornata | Arsenal         | 0 – 0 | Fenerbahçe | Emirates Stadium (6 003 spett.)\| Arbitro: \| Roberto Rosetti \| |
| Arbitro:                                           | Roberto Rosetti |       |            |                                                                  |

| Arbitro: | Konrad Plautz |

|               |           |                               |
| Milevskyi 21’ | Marcatori | 69’ Rolando 90+2’ L. González |

| Arbitro: | Alberto Undiano Mallenco |

|                    |           |                |
| Kazim-Richards 63’ | Marcatori | 19’, 28’ López |

| Arbitro: | Alan Hamer |

|              |           |  |
| Bendtner 87’ | Marcatori |  |

| Arbitro: | Kyros Vassaras |

|                           |           |  |
| Bruno Alves 39’ López 54’ | Marcatori |  |

| Arbitro: | Florian Meyer |

|              |           |  |
| Eremenko 20’ | Marcatori |  |

## Gruppo H
| Squadra               | Pt | G | V | N | P | GF | GS | DG |
| --------------------- | -- | - | - | - | - | -- | -- | -- |
| Juventus              | 12 | 6 | 3 | 3 | 0 | 7  | 3  | +4 |
| Real Madrid           | 12 | 6 | 4 | 0 | 2 | 9  | 5  | +4 |
| Zenit San Pietroburgo | 5  | 6 | 1 | 2 | 3 | 4  | 7  | -3 |
| BATĖ Borisov          | 3  | 6 | 0 | 3 | 3 | 3  | 8  | -5 |

| Arbitro: | Frank De Bleeckere |

|               |           |  |
| Del Piero 76’ | Marcatori |  |

| Arbitro: | Alain Hamer |

|                              |           |  |
| Ramos 11’ van Nistelrooy 57’ | Marcatori |  |

| Arbitro: | Massimo Busacca |

|           |           |                                      |
| Danny 25’ | Marcatori | 4’ (aut.) Hubočan 31’ van Nistelrooy |

| Arbitro: | Martin Atkinson |

|                           |           |                     |
| Krivets 17’ Stasevich 23’ | Marcatori | 29’, 45+3’ Iaquinta |

| Arbitro: | Pedro Proença |

|           |           |                |
| Tekke 80’ | Marcatori | 52’ Njachajčyk |

| Arbitro: | Wolfgang Stark |

|                         |           |                    |
| Del Piero 5’ Amauri 49’ | Marcatori | 66’ van Nistelrooy |

| Arbitro: | Stéphane Lannoy |

|  |           |                            |
|  | Marcatori | 34’ Pogrebnyak 90+4’ Danny |

| Arbitro: | Pieter Vink |

|  |           |                    |
|  | Marcatori | 17’, 67’ Del Piero |

| San Pietroburgo 25 novembre 2008, ore 20:45 CEST 5ª giornata | Zenit San Pietroburgo | 0 – 0 | Juventus | stadio Petrovskij (20 155 spett.)\| Arbitro: \| Claus Bo Larsen \| |
| Arbitro:                                                     | Claus Bo Larsen       |       |          |                                                                    |

| Arbitro: | Terje Hauge |

|  |           |         |
|  | Marcatori | 7’ Raùl |

| Torino 10 dicembre 2008, ore 20:45 CEST 6ª giornata | Juventus         | 0 – 0 | BATĖ Borisov | Stadio Olimpico (5 753 spett.)\| Arbitro: \| Costas Kapitanis \| |
| Arbitro:                                            | Costas Kapitanis |       |              |                                                                  |

| Arbitro: | Jonas Eriksson |

|                          |           |  |
| Raùl 25’, 57’ Robben 50’ | Marcatori |  |